# Historische Grenzsteine im Gellerser Anfang
Die historischen Grenzsteine im Gellerser Anfang sind ab der Mitte des 18. Jahrhunderts gesetzte Forstgrenzsteine, mit denen die Grenze zwischen landesherrschaftlichem Wald und Bauernwald in diesem südlich von Westergellersen gelegenen Waldgebiet markiert wurde. Ihre besondere historische Bedeutung speist sich über ihr Alter hinaus aus dem forstgeschichtlichen Kontext, in dem die ältesten dieser Grenzsteine situiert sind: die ersten Forstreformen im ehemaligen Fürstentum Lüneburg innerhalb des Braunschweig-Lüneburg (Hannover), die auf Geheiß von Georg II. (König von Großbritannien und Irland sowie deutscher Kurfürst von Kurfürstentum Braunschweig-Lüneburg von 1727 bis 1760) vorgenommen wurden. Die Grenzsteine im Gellerser Anfang stehen heute als Baudenkmale bzw. als Kulturdenkmale (Kleindenkmale) unter Denkmalschutz. 

## Lage
Das südlich von Westergellersen gelegene Waldgebiet Gellerser Anfang gehörte im 18. Jahrhundert zum Verwaltungsbereich des Amtes Winsen innerhalb der nächstgrößeren Verwaltungseinheit, die aus dem ehemaligen Fürstentum Lüneburg bestand. Heute ist es Teil des Landschaftsschutzgebietes des Landkreises Lüneburg (LSG LG 00001)  und steht unter Verwaltung der Klosterrevierförsterei Garlstorfer Wald.

## Die Grenzsteine

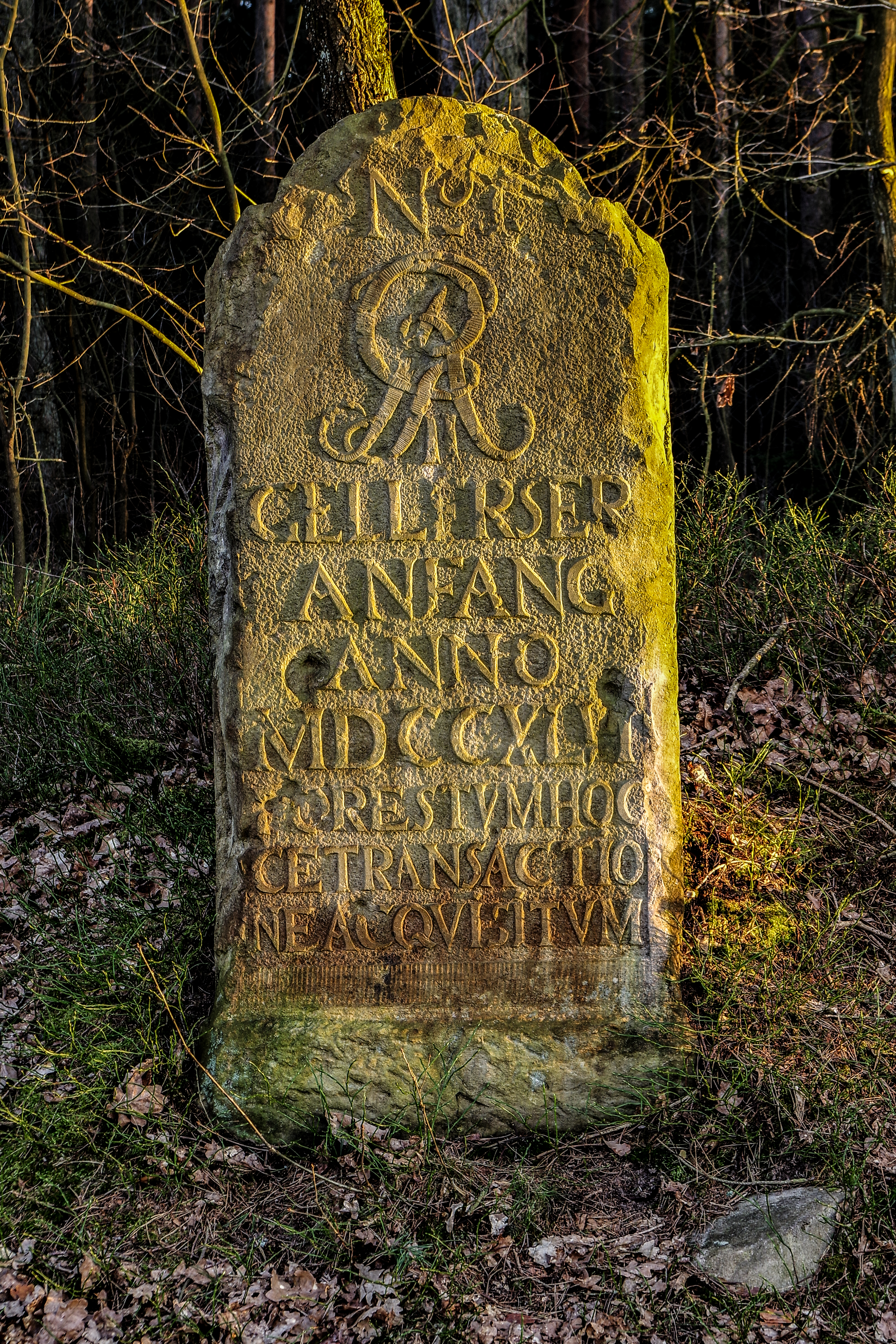
Der sogenannte Georg-Rex-Stein mit der Nummerierung (römische I) von 1746 am Wegesrand von Kirchgellersen nach Putensen (Salzhausen), 2022

### Georg-Rex-Stein und die Wolfsangelsteine
Der mit dem Monogramm des Königs – bestehend aus den ineinander geflochtenen Großbuchstaben G (George) und R (Rex = lat. König) sowie der römischen Nummer II – versehene und danach benannte Georg-Rex-Stein aus behauenem Buntsandstein, der außerdem die römische Nummer I trägt, markiert am nördlichen Rand des Waldgebietes am Weg von Kirchgellersen nach Putensen (Salzhausen) den Anfang dieser, den Wald damals einfassenden, gegen den Uhrzeigersinn versteinten Grenze. Die Inschrift lautet: „GELLERSER ANFANG“, dem folgen die Jahresangabe „ANNO MDCCXLVI“ (1746) und die vier weiteren lat. Wörter: „FORESTUM HOCCE TRANSACTIONE ACQUISITUM“. Die Botschaft des Steines übersetzt Rolf Kliemann in der Westergellerser Chronik wie folgt: „'1746 wurde dieser Wald von Georg II. [...] durch Vergleich mit den vorherigen Interessenten (Bauern) erworben'“.
Gesetzt wurde dieser Stein jedoch erst 1752, auch existierte der Name Gellerser Anfang 1746 zum Zeitpunkt des Rezesses, der die neuen Rechte und Besitzverhältnisse in diesem „Kernstück der noch größeren Gellerser Holzung“ regelte, noch gar nicht. Carsten Päper beziffert 1986 die Zahl der im Rahmen dieser „'Urversteinung'“ gesetzten Steine mit „31 oder 32“. Eva Königs Angaben variieren demgegenüber leicht: Sie beziffert die Zahl der Steine, die auf die 1746 gezogenen Grenzgräben gesetzt wurden, auf „31“, von denen Anfang Februar 1987 noch „16“ zu finden gewesen seien.
Bei den anderen in Folge des Rezesses von 1746 gesetzten Grenzsteinen mit fortlaufender Nummer handelt es sich um Granitsteine, die mit einer nach außen weisenden Nummer sowie mit einer zur Waldseite weisenden Wolfsangel als Forst- bzw. Herrschaftszeichen des Landesherren im forstlichen Kontext ausgestattet worden waren. Im Gegensatz zum Georg-Rex-Stein, der als Baudenkmal heute aus forstgeschichtlichen Gründen (ID: 28836639) erfasst ist, haben die anderen noch erhaltenen Grenzsteine aus dem 18. Jahrhundert bisher keinen Eingang in die Denkmalliste des Landes Niedersachsen gefunden. Gleichwohl stehen auch sie heute als Kulturdenkmale (Kleindenkmale) unter Denkmalschutz.

### Weitere Grenzversteinungen
Vor dem Hintergrund der „44“ von Carsten Päper insgesamt nachgewiesenen Forstgrenzsteinen geht Päper von mutmaßlich drei weiteren Versteinungen aus. Eva König konnte insgesamt nur „38“ Steine auffinden und kommt auch hinsichtlich der weiteren Versteinungen nur auf eine Anzahl von drei: 
- die zweite, im Uhrzeigersinn verlaufende Versteinung aus dem Jahre 1881, für die die Wolfsangelsteine zum Teil mit neuen Nummern versehen wurden und für diese Versteinung mitbenutzt worden seien[5];
- die dritte Versteinung – wiederum gegen den Uhrzeigersinn verlaufend[9] – unbekannter Herkunft, „wahrscheinlich zwischen 1756 und 1881“, von der noch 14 Steine erhalten sind und für die keine Wolfsangelsteine verwendet worden seien[10].

## Kontroverse um die Namensgebung desGellerser Anfangs
Zur Namensgebung Gellerser Anfang existieren zwei konkurrierende Thesen, von denen die zweite mit den versteinten Forstgrenzen im Zusammenhang steht: Gemäß der ersten These habe die Bezeichnung Anfang mit dem Fangen zu tun und gehe damit auf die Jagd zurück. Diese These wird nicht nur im Schrifttum der späten 1970er-Jahre bis in die Mitte der 1980er-Jahre als Fakt dargestellt, sondern ist auch aktuell noch genau so auf der Homepage der Samtgemeinde Gellersen nachzulesen. Hingegen formuliert Wilhelm von Hammerstein den Zusammenhang zwischen Namensgebung und Nutzung des Waldgebietes 1869 noch weitaus zurückhaltender als Annahme: „Es scheint, daß [sic!] die alte Sprache auch beim Fangen des Wildes von 'Anfang' geredet hat, und so mag der Name, wie bei so manchen Forsten, vom Fang des Wildes kommen“. Die zweite These, von Klaus Dierßen und Rolf Kliemann in der Westergellerser Chronik formuliert, lautet, dass das Waldgebiet zu seinem Namen gekommen sei, weil es hier in dem ersten „von den herrschaftlichen Waldgebieten zu einem abschließenden Rezess kam, der forstwirtschaftliche Reformen einleitete“. Im Zuge dieser Reform sollte „herrschaftlicher Streubesitz“ zusammengefasst werden und, sofern Untertanen im Zuge dieser Reform Nutzungsrechte im Gellerser Anfang abgeben mussten, sollten diese im Gegenzug „an anderer Stelle entschädigt werden“. Durch die Zusammenlegung der lagemäßig zwischen denen der Bauern verstreuten 20 herrschaftlichen Holzwiesungen sollte ermöglicht werden, die Bauernrechte im königlichen Wald besser kontrollieren zu können, das heißt: den Holzeinschlag in puncto Sachgerechtheit und dem richtigen Zeitpunkt, besser regeln und vorkommende Holzdiebstähle durch die „Nichtbeachtung der Grenzen beim Einschlag“ sowie Verwüstungen durch die „ungehemmte weidemäßige Nutzung der Wälder“, wirksamer eindämmen zu können. Aus dem besagten Rezess von 1746 ergibt sich vor diesem Hintergrund ein weiteres Argument für die zweite Auffassung der Herkunft der Namensgebung des königlichen Waldes: Der Gellerser Anfang war nicht als Jagdrevier konzipiert, sondern sollte auf Forst- bzw. Holzwirtschaft ausgerichtet sein, was auch den Schutz der angrenzenden Felder der Bauern vor Wildschäden zum Bestandteil des Vertragswerks machte.

## Forstgeschichtlicher Kontext und Grenzsteinsetzungen in anderen Wäldern
Die ältesten Grenzsteine im Gellerser Anfang stehen damit im Kontext der auf Geheiß von Georg II. ab 1740 im gesamten Fürstentum Lüneburg durchgeführten „Waldinventur“ in allen „Dominalforsten in der Lüneburger Heide“ (herrschaftlichen Wäldern). Die Arbeit der von eigens zu diesem Zwecke eingesetzten Kommissionen zielte durch Maßnahmen wie den oben beschriebenen auf die Verbesserung des Zustandes dieser Wälder durch Einleitung forstwirtschaftlicher Reformen ab – was jedoch zunächst meist am Widerstand der Heidebauern scheiterte, für die damit zumeist eine Einschränkung ihrer Hut- und Weiderechte und der Streunutzung in den bisher so genutzten Wäldern verbunden gewesen wäre. Nach dem abschließenden Rezess von 1746 über die neuen Rechte und Besitzverhältnisse im Gellerser Anfang folgten dieser Stoßrichtung Reformen in weiteren Waldgebieten, die ab 1760 von Georg III., dem Enkel und Nachfolger von Georg II., durchgeführt worden sind. Zu nennen sind z. B.:
- die Wälder im heutigen Regionalpark Rosengarten (im Landkreis Harburg und auf dem Gebiet der Freien und Hansestadt Hamburg), damals im Zuständigkeitsbereich der Ämter Moisburg und Harburg gelegen (mehrere Rezesse ab 1749), in denen zudem auch noch ältere Grenzsteine aus dem 15. Jahrhundert zu finden sind[24][25][26] (vgl. auch Archäologie im Regionalpark Rosengarten);
- der Garlstorfer und Toppenstedter Wald im heutigen Landschaftsschutzgebiet Garlstorfer Wald und weitere Umgebung (Landkreis Harburg), damals im Zuständigkeitsbereich des Amtes Winsen gelegen und „das wohl umfangreichste und bedeutendste Waldgebiet, das sich die ‚allergnädigste Herrschaft‘ requiriert hat“ (Rezess von 1754)[27] – gegen den langjährigen Widerstand der Waldinteressenten (Bauern) aus den umliegenden Dörfern[28];
- der Grevenhoop und der Spann, zwei aneinandergrenzende und unmittelbar südlich der zur Gemeinde Gödenstorf (Landkreis Harburg) gehörenden Ortschaft Lübberstedt gelegene Waldgebiete, heute ebenfalls zugehörig zum Landschaftsschutzgebiet Garlstorfer Wald und weitere Umgebung, damals ebenfalls im Verwaltungsbereich des Amtes Winsen gelegen (kein Rezess überliefert);[29]
- das südöstlich von Hanstedt (Nordheide) im Naturschutzgebiet Lüneburger Heide gelegene Waldgebiet Hanstedter Berge, damals auch dem Amt Winsen zugehörig, in dem Carsten Päper lediglich 15 Grenzsteine nachweisen konnte (kein Rezess bekannt)[27] (siehe auch: Natur- und Kulturdenkmale in Hanstedt);
- der nördlich von Steinbeck an der Luhe im Landkreis Heidekreis gelegene Druhwald[18] – wobei dieser in der zitierten Arbeit Päpers keine Berücksichtigung gefunden hat und somit unklar bleibt, ob auch hier Grenzsteine gesetzt wurden.

Carsten Päper beziffert die Anzahl aller vom Rosengarten bis zum Gellerser Anfang ab dem 15. Jahrhundert gesetzten Steine auf „1050 bis 1100 Forstgrenzsteine“, von denen er Mitte der 1980er-Jahre noch „576“ auffinden und kartieren konnte.